# ساندور بينتر
ساندور بينتر (بالمجرية: Pintér Sándor)‏ هو مدرب كرة قدم ولاعب كرة قدم مجري في مركز الوسط، ولد في 18 يوليو 1950 في Pomáz ‏ في المجر. شارك مع منتخب المجر لكرة القدم. أما مع النوادي، فقد لعب مع رويال أنتويرب ونادي بودابست هونفيد.

## وصلات خارجية
- ساندور بينتر على موقع الاتحاد الدولي (مؤرشف)  (الإنجليزية)
- ساندور بينتر على موقع الاتحاد الأوربي (الإنجليزية)
- ساندور بينتر على موقع قاعدة بيانات كرة القدم.إي يو (الإنجليزية)
- ساندور بينتر على موقع ناشيونال فوتبول تيمز (الإنجليزية)